# Piz Borel
Der Piz Borel ist ein 2952 Meter hoher Berg in den Lepontinischen Alpen. Der Borel liegt im Kanton Graubünden wenig nördlich der Grenze zum Tessin und des Alpenhauptkamms.

## Lage und Umgebung
Auf dem gleichen Grat wie der Borel befinden sich auch der Piz Alv und der Piz Ravetsch. An der Südflanke befinden sich zwei kleinere Seen. Die Ostflanke fällt ins Val Curnera ab, an der Nordflanke liegt der Maighelsgletscher.

## Karte
- Landeskarte der Schweiz 1:25'000, Blatt 1232 Oberalppass